# 艾米丽雅·福克斯
艾米麗雅·福克斯（英語：Emilia Fox，1974年7月31日—）是出生於英國倫敦的女演員。因BBC電視臺所播出的電視迷你劇集《沉默的證人》而出名。
父親是演員愛德華·福克斯，母親是演員喬安娜·戴維。福克斯於牛津大學英文學系畢業，後於1995年正式出道，參與電視劇及電影的演出活動。於2001年開始禁酒，2002年開始禁菸。
艾美莉亞的母語為英語，也擅長說德語與法語。在電影《超市夜未眠》中首次披露自身也擅長西班牙語，說明艾美莉亞十分擅長語言學。電影《戰地琴人》中則披露了艾美莉亞大提琴與鋼琴的熟練演奏。
2007年因不幸流產，於2009年與原配偶賈裡德·哈里斯申辦了離婚手續，直至2010年5月與演員傑裡米·吉利再婚，並於2010年11月生下兩個孩子，並將女兒賜名為“蘿絲（Rose）”。

## 出演作品

### 电视剧
- 傲慢与偏见（1995年）
- 沉默的证人（1996年）
- 丽贝卡（英语：Rebecca (1997 miniseries)） (1997年)
- 冤家成双（2000年）
- 梅林传奇（2009年-2011年）
- 陌路追（2018年）

### 电影
- 蝴蝶梦（1997年）
- 圆塔（1998年）
- 大卫·科波菲尔（1999年）
- 我美丽的守护天使（2002年）
- 戰地琴人（2002年）
- 三盲鼠（英语：Three Blind Mice (2003 film)）（2003年）
- 爱情命运（2003年）
- 新木马屠城记（2003年）
- 超市夜未眠（2004年）
- 火药、背叛和阴谋（2004年）
- 爱你如诗美丽（2005年）
- 保持缄默（2005年）
- 吉米闯天关（英语：Free Jimmy）（2006年) (声演）
- 芭蕾舞鞋（2007年）
- 道林·格雷（2009年）
- 永生之法（英语：Ways to Live Forever (film)）（2010年）

## 获奖情况
- Flaiano Film Festival 最佳女演员《我美丽的守护天使》（2003年）